# 제2차 영국-미얀마 전쟁
제2차 영국-미얀마 전쟁(영어: Second Anglo-Burmese Wars)은 1852년~1855년까지 제1차 영국-미얀마 전쟁에 이어 일어난 전쟁으로 이 전쟁에서 영국이 다시 승리해 저지대 미얀마 지역이 영국에 합병되었다.

## 배경
당시 미얀마 꼰바웅 왕조는 1846년에 즉위한 황제 버간이 다스리고 있었다. 25년간의 평화가 지속된 후 1852년 영국령 인도 정부는 해군 관리 코모도르 램버트를 미얀마의 수도 양곤에 파견해 상인들의 애로사항을 조사하게 하였다. 그러던 와중 램버트가 국왕 소유의 배를 나포하자 제2차 전쟁이 시작되었다.

## 전쟁 과정
1852년 7월경까지 영국은 저지 미얀마 지대의 항구들을 점령하고 수도로 진군하려고 했다. 영국령 인도군은 느리지만 확실하게 미얀마 중부의 티크나무 삼림지대를 점령했다.
1853년 버간 황제가 죽고 새로운 황제 민돈 황제가 즉위하자 민돈은 영국군에게 물러날 것을 요구했다. 영국은 이 요구를 받아들이지는 않았지만 더 이상 북쪽으로 진격하지는 않았다. 하지만 미얀마는 이 전쟁으로 저지대 지역을 잃고 고지대 지역으로 쫓겨났다.

## 같이 보기
- 영국-미얀마 전쟁(Anglo-Burmese Wars)
  - 제1차 영국-미얀마 전쟁(First Anglo-Burmese Wars)
  - 제3차 영국-미얀마 전쟁(Third Anglo-Burmese Wars)